# Route nationale 15bisA
Die N15bisA war eine französische Nationalstraße, die 1843 zwischen Eu und Le Tréport festgelegt wurde. Sie verlief parallel zur N15bis links der Bresle. Entstanden ist sie aus der alten Trasse der N15bis, die gleichzeitig rechts der Bresle entlanggeführt wurde. Ihre Länge betrug 4 Kilometer. Sie verläuft am Château d’Eu vorbei, welches als Sommersitz von Louis-Philippe der Grund für die Festlegung der N15bis war. 1973 erfolgte die Abstufung der Straße.